# Весна (картина Боттічеллі)
 «Весна» (італ. Primavera) — картина Сандро Боттічеллі, створена  1482 року. Виставлена в Галереї Уффіці, Флоренція.

## Історичні та літературні джерела
Італійський історик мистецтв Джорджо Вазарі у своїх — не завжди надійних — Життєписах згадує за 1550 роком картину Боттічеллі, що знаходилася в заміському будинку Кастелло тосканського герцога Козімо I Медічі, на якій була зображена Венера в оточенні Грацій. Версія, про те, що картина належала до оздоблення заміської резиденції Медічі, була спростована лише 1975 року, коли були опубліковані нові джерела про те, що Весна Боттічеллі була створена для міського палацу в Флоренції. Картина знаходилася в кімнаті поряд з «camera terrena» Лоренцо Медічі Пополано. Кімната з диваном, очевидно, була спальнею дружини Лоренцо, Семіраміди д'Апіано. Ця кімната була прикрашена кількома картинами, присвяченими різним чеснотам чоловіка та жінки.
Німецький мистецтвознавець Абі Варбург, засновник іконології, дисципліни, яка займається тлумаченням змісту картин, був першим дослідником, який в своїй дисертації за 1893 рік вказав на літературні джерела «Весни» Боттічеллі. Він вказав на місця з книги «Фасти» Овідія та на цитати з од Горація. Іншими літературними джерелами були пасажі з творів сучасників Боттічеллі Леона-Баттісти Альберті та Анджело Поліціано. Іншими джерелами картини були місця з «Енеїди» Вергілія та поеми «Про природу речей» Лукреція.

## Опис

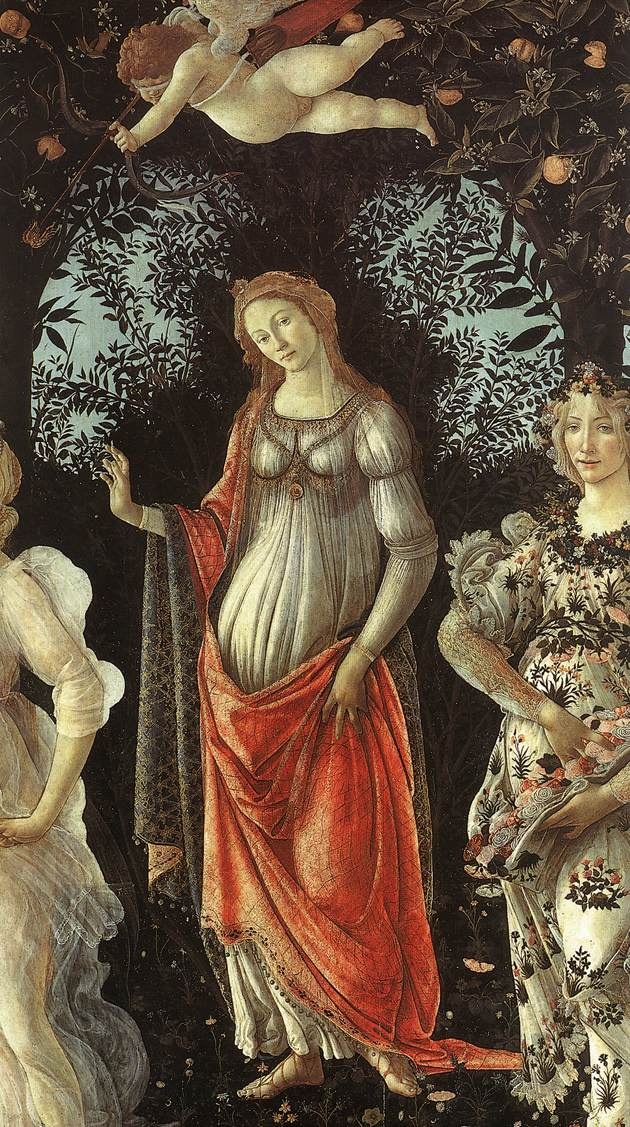
Венера під аркою

Уже сам план, ескізи, особливий матеріал (дошки тополі) та виконання картини свідчать про особливу майстерність та витонченість роботи, призначеної для заможного замовника. На картині зображено всіяну квітами галявину під склепінням апельсинового гаю. Людські постаті, зображені на картині, вирізняються на тлі темнозелених трави та гілля дерев. Просвіт між деревами посередині картини виглядає як своєрідна екседра. Гай і галявина були типовим топосом райського саду в тосканській літературі 14-15 століть. На передньому плані зображено переважно помаранчеві дерева з яскравими плодами й цвітом. Окрім того на картині зображено інші дерева й кущі: лаврові кущі біля Зефіра, миртовий кущ за Венерою, а також хвойні рослини (можливо тис), шишки й глиця кипарисів. Квітуча галявина всіяна різноманітними квітами. Фахівці нарахували 190 квітів, 138 з яких вдалося ідентифікувати. Боттічеллі надзвичайно ретельно відтворив півники (присутні на гербі Флоренції), незабудки, дзвіночки, гвоздики, маргаритки, васильки, кульбаби, левкої, гіацинти, жовтець, квіти суниці, троянди. Зображені на картині квіти є типовими для околиць Флоренції й цвітуть в період з березня по травень.
Якщо розглядати персонажів картини справа наліво, можна зауважити сворідний ритм 3-1-3-1. Три персонажі першої групи: бог західного вітру Зефір, поряд з яким дерева вгинаються без плодів; Зефір переслідує Хлориду, зображену в момент перетворення на Флору — у неї з рота вже розлітаються квіти; сама богиня квітів Флора, щедрою рукою розкидає троянди. Щоб підкреслити метаморфозу німфи, Боттічеллі показав, що елементи одягу в Хлориди та Флори розлітаються в різні боки.
Наступна, центральна постать композиції — Венера, богиня садів та любові. Її верховенство художник підкреслює не лише центральним розташуванням, а й двома ореолами з листя мирта (атрибуту Венери) та просвітів між кущем мирта та апельсиновими деревами. Просвіти утворюють арку, що нагадує зображення Мадонни, зокрема й самого Боттічеллі. Жест правої руки Венери спрямований до лівої частини картини. Над Венерою розташований путто (або Ерос) із зав'язаними очима, що скеровує стрілу в середню Хариту.
Ліворуч від Венери розташована група з трьох Харит, які танцюють, узявшись за руки. За Гесіодом, це Аглая («Сяюча»), Ефросина («Благомисляча») і Талія («Квітуча»). Середня Харита (можливо, Ефросина) позирає на Меркурія. Пози Харит нагадують пози дочок Іофора з фрески Боттічеллі «Сцени з життя Мойсея» в Сикстинській капелі. За зразком свого вчителя Філіппо Ліппі Боттічеллі майстерно передає стрункі тіла Харит та Хлориди, які є водночас вдягненими й роздягненими.
Останню групу утворює Меркурій з його атрибутами: шоломом, крилатими сандалями та кадукеєм. Боттічеллі зробив його охоронцем саду, озброєним мечем. Меркурій за допомогою кадукея намагається розвіяти хмари.
Усі персонажі майже не торкаються землі, вони ніби ширяють над нею. Усі жінки на картині здаються вагітними.
Картина «Весна» не висіла на білій стіні (як зараз в Галереї Уффіці), а була вмонтована у високу спинку доволі масивної софи (італ. letuccio), виготовленої з кипарисового дерева.